# Alexander Spengler
Pour les articles homonymes, voir Spengler.
Alexander Spengler (* 20 mars 1827 à Mannheim; † 1er novembre 1901 à Davos) était un médecin badois/Suisse, spécialiste de la tuberculose.

## Biographie
Alexander Spengler, étudiant à la faculté de droit de Heidelberg, a participé aux troubles estudiantins dans le cadre de la révolution badoise de 1848. En 1849, il a été enrôlé dans l'armée, lors du soulèvement des troupes en mai 1849, il est devenu adjudant des généraux Franz Sigel et Ludwik Mierosławski. Après l'effondrement de l'insurrection, il dut se réfugier en Suisse. Il fut déchu de sa nationalité par le Grand-Duché de Bade. Il a étudié la médecine à Zurich. En tant que réfugié apatride, il a trouvé un emploi de médecin officiel à Davos. En 1855, il obtient la nationalité suisse.
Il fit l'observation que la tuberculose n'apparaissait pas à Davos et qu'elle y guérissait même. En 1865, les premiers patients hivernaux sont venus à Davos pour se faire soigner.
Davos est ainsi devenue une station climatique pulmonaire de renommée mondiale. Avec le mari d'une patiente, Willem-Jan Holsboer, il a créé les premiers établissements de cure à Davos.